# Albert strzelecki
Albert strzelecki (urodzony po 1300, zmarł pomiędzy 1370 a 1371 rokiem) – w latach 1313–1323 z bratem Bolkiem II w Opolu i Strzelcach, od 1323 roku samodzielny książę strzelecki, od 1327 roku dziedziczny lennik czeski.
Albert był trzecim pod względem starszeństwa (najmłodszym) synem księcia opolskiego Bolka I i nieznanej z pochodzenia Agnieszki. Jest jednym z dwóch członków dynastii Piastów noszących to imię (drugim był Albert, uważany przez większą część literatury za syna Władysława Wygnańca). 
Miał dwóch starszych braci: Bolesława Pierworodnego, księcia niemodlińskiego, i Bolesława II, księcia opolskiego. Po śmierci ojca w 1313 roku będąc małoletnim sprawował rządy w księstwie opolsko-strzeleckim razem ze starszym bratem Bolesławem II.
W roku 1323, w wyniku podziału ojcowizny, został samodzielnym księciem strzeleckim. O jego rządach wewnętrznych, jak i polityce zagranicznej nie wiemy prawie nic. Z nieznanych powodów nie złożył w 1327 roku w Opawie wraz z innymi książętami górnośląskimi hołdu lennego królowi Czech Janowi Luksemburczykowi, choć w latach następnych księstwo strzeleckie jest traktowane jako część korony Św. Wacława w przeciwieństwie np. do księstw świdnicko-ziębickich. W 1326 roku nadał prawa miejskie stolicy swojego księstwa Strzelcom Opolskim. Zajął się też bliżej fundacją ojcowską – klasztorem cysterskim w Jemielnicy, który wsparł finansowo. Nie wiadomo kiedy dokładnie umarł.
Ostatnia wiadomość o Albercie jako żyjącym pochodzi z 1366 roku, zaś  na pewno nie żył dziewięć lat później. Wg Marcina A. Klemenskiego zmarł w latach 1370-1371. Został pochowany w ufundowanym częściowo przez siebie klasztorze w Jemielnicy, gdzie do dzisiejszego czasu dochował się jego portret. W 1347 roku ożenił się z Agnieszką córką burgrabiego Magdeburga Burcharda I. Z małżeństwa tego dochował się tylko jednej córki Elżbiety, żony Władysława Białego. Po śmierci Alberta Strzelce Opolskie zostały odziedziczone przez bratanka księcia Bolka III.